# Лёгберг
Лёгберг (исл. Lögberg, «скала закона») — выход скальных пород на юго-западе Исландии в долине Тингведлир, место проведения первых встреч парламента страны — Альтинга. Место выбрано благодаря легкодоступности из населённых районов юго-запада.
Точное местоположение Лёгберга неизвестно из-за изменения географии рифтовой долины за прошедшие 1000 лет. Определено два возможных местоположения: плоский выступ на вершине склона под названием Хадлуринн (именно здесь в настоящее время установлен флаг Исландии) и другой выступ в разломе Альманнайя напротив каменной стены.
На «скале закона» восседал «законоговоритель» (исл. lögsögumaður) — председатель Альтинга. С неё произносили речи и делались объявления. Высказать свои аргументы со «скалы закона» мог любой участник Альтинга. Начало и окончание собрания также объявлялись со скалы.
Лёгберг выполнял свои функции с 930 года, когда был сформирован первый Альтинг, до 1262 года, когда Исландия перешла под власть Норвегии.
- Панорама с высоты птичьего полета (июнь 2017 года)
- «Скала закона» в 2005 году